# 山本祐香
山本 祐香（やまもと ゆうか、1980年12月10日 - ）は、グリーンメディアに所属するタレント、ラジオパーソナリティ、ライター。

## 経歴
- 北海道生まれ。
- 北海道札幌旭丘高等学校、藤女子短期大学英文科卒業[1]。
- OLを辞めて26歳で上京、27歳よりタレント活動をする。
- グリーンメディアに所属。

## 人物
- 東京ヤクルトスワローズの大ファンであることを公言。 スワローズ検定3級、2級を取得。 地元の北海道日本ハムファイターズのファンでもある。
- 「三度の飯より野球が大好き」というキャッチフレーズを使用しており、野球知識検定4級を取得。野球の知識が豊富。
- 趣味は野球観戦、バッティングセンターに行くこと、キャッチボールで特技は書道。書道では自身が出演する番組タイトルなども手がける。
- プロ野球、アマチュア野球問わず年間120試合以上観戦する。近年は大学野球、社会人野球の比重が大きくなっている。
- クラブDJをしていた過去があり、レコードで音楽を聴くことが好き。好きなアーティストはNujabes、Count Bass D、jazztronikなど。
- 主に野球に関する記事を書くライターとしても活動している。
- 2011年に結婚している。

## 出演番組

### 現在
- 『晴れるYA!チューズディ!!』（かわさきエフエム、2014年7月〜第2火曜日12:00 - 12:30）- アシスタントパーソナリティ[2]
- 『笑福亭べ瓶のスワいち!』（ニコニコ生放送、2014年9月〜第2、第4月曜日21:00 - 23:00）[2]
- 『楽しみまSHOW!野球女士』（SHOWROOM、2016年10月〜不定期配信20:00 - ）
- 『ゆるすぽ』アンバサダー

### 過去
- 『LADY〜最後の犯罪プロファイル〜』（TBS系列、2011年1月7日〜毎週金曜日22:00 - 22:54）- 第1話　大倉佳代役
- 『GTO』（フジテレビ系列、2012年7月3日〜毎週火曜日22:00 - 22:54）- 第8話　看護師役
- 『Xperia™presents吉田尚記XYZ』（ニコニコ生放送、毎週火曜日21:30 - 22:00） - アシスタント不定期出演
- 『ガールズ☆ビッグスマイル』（FM世田谷） - 2010年9月、11月コーナー担当[3]
- 『ガールズ☆ビッグスマイルNeo！』（FM世田谷、2011年1月〜2013年3月第2月曜日） - メインパーソナリティ
- 『ガールズビッグスマイル☆SUPER!!』（FM世田谷、2013年4月〜2014年6月第2月曜日） - メインパーソナリティ
- 『J-POP TRAIN』（レインボータウンFM） - 2014年7月20日東京ヤクルトスワローズ応援コーナーゲスト出演
- 『hiromichi nakano』 - 2011年〜2012年足モデル
- 『硬派なメンズのこころの婚カツ！』（GYAO!）
- 『ハッピーロード大山TV』（Ustream）- 2011年11月5日、12月11日メインMC
- 『野球女子のお部屋へようこそ！』（ニコニコ生放送、2014年5月14日）[4]
- 『ぶるぺん』（Ustream）- 2015年3月
- 『笑福亭べ瓶のスワいち！沖縄特別公開番組イン浦添市民球場』（ニコニコ生放送、2016年2月6日）[5]
- 『プロ野球ファンの集い　オールスター2016〜前半戦を振り返ろう〜』（阿佐ヶ谷ロフトA） - 2016年7月23日
- 『Abema Prime』（AbemaTV）- 2016年9月8日

## 参照
1. ↑  プロフィール - 山本祐香facebook
2. 1 2  出演番組情報 - 山本祐香オフィシャルブログ「YUUKA★のBLOG」
3. ↑  プロフィール - 山本祐香オフィシャルブログ「YUUKA★のBLOG」
4. ↑  アーカイブ - 「野球女子のお部屋へようこそ！」
5. ↑   - 「笑福亭べ瓶のスワいち！沖縄特別公開番組イン浦添市民球場」